# Nea Pintea... model
Nea Pintea… model este un film românesc din 2005 regizat de Adina Pintilie. Rolurile principale au fost interpretate de actorii Marin Pintea.

## Distribuție
Distribuția filmului este alcătuită din:
- Marin Pintea